# Helsingør-Hornbæk-Gilleleje Banen
Helsingør-Hornbæk Banen (HHB), in 1916 gewijzigd in Helsingør - Hornbæk - Gilleleje Banen (HHGB), was een private spoorwegmaatschappij in het noorden van Seeland in Denemarken. De maatschappijen werd ook Hornbækbanen genoemd naar de geëxploiteerde spoorlijn Hornbækbanen via Hornbæk.

## Geschiedenis
De maatschappij werd in 1894 opgericht onder de naam Helsingør-Hornbæk Banen (HHB) naar het van 1904-1906 aangelegde traject tussen Helsingør en Hornbæk.
Na de verlenging van het traject van Hornbæk naar Gilleleje werd de naam van de maatschappij in 1916 gewijzigd in Helsingør-Hornbæk-Gilleleje Banen (HHGB).
In mei 2002 fuseerden de meeste private spoorwegmaatschappijen op Seeland, waaronder ook de HHGB, in de nieuwe spoorwegmaatschappijen Hovedstadens Lokalbaner (beheer van infrastructuur en materieel) en Lokalbanen (exploitatie van de treindiensten).

## Materieel
De HHB begon de exploitatie met stoomtractie, hetgeen werd voortgezet door diens opvolger HHGB. Rond 1950 kwamen Scandia-railbussen in dienst en in de jaren 60 werd Lynette-materieel aangeschaft. Omstreeks 2000 werd een aantal Desiro treinstellen van Siemens gehuurd om te beproeven of dit materieel een geschikte vervanger van het inmiddels verouderde Lynette-materieel zou zijn. Na de fusie in 2001 verving Lokalbanen zowel de Lynettes als de Desiro's door nieuwe LINT treinstellen.

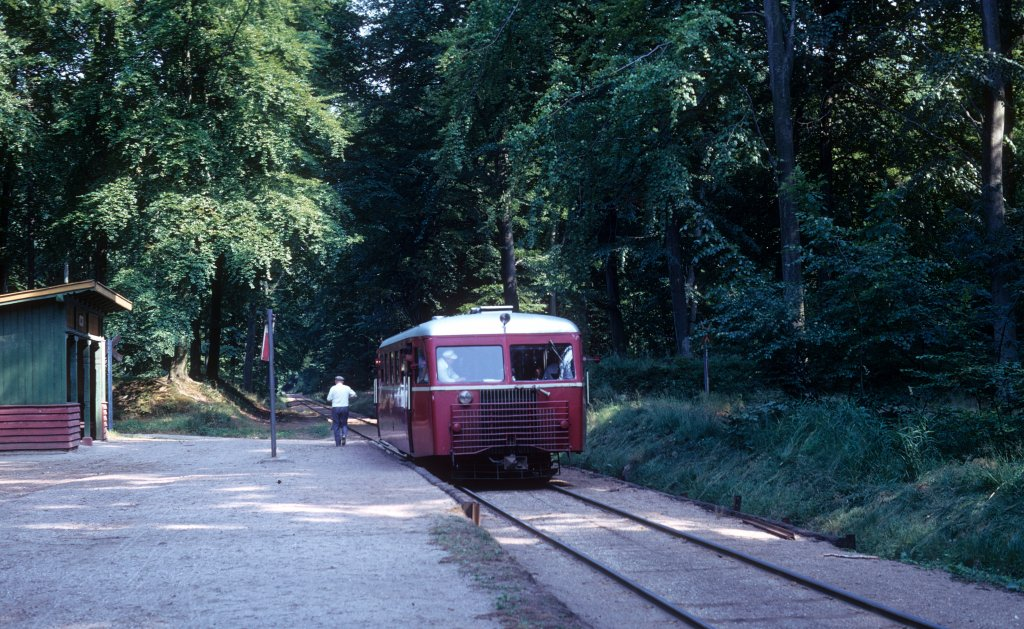
Scandia-railbus in 1973 op de toenmalige halte Julebæk
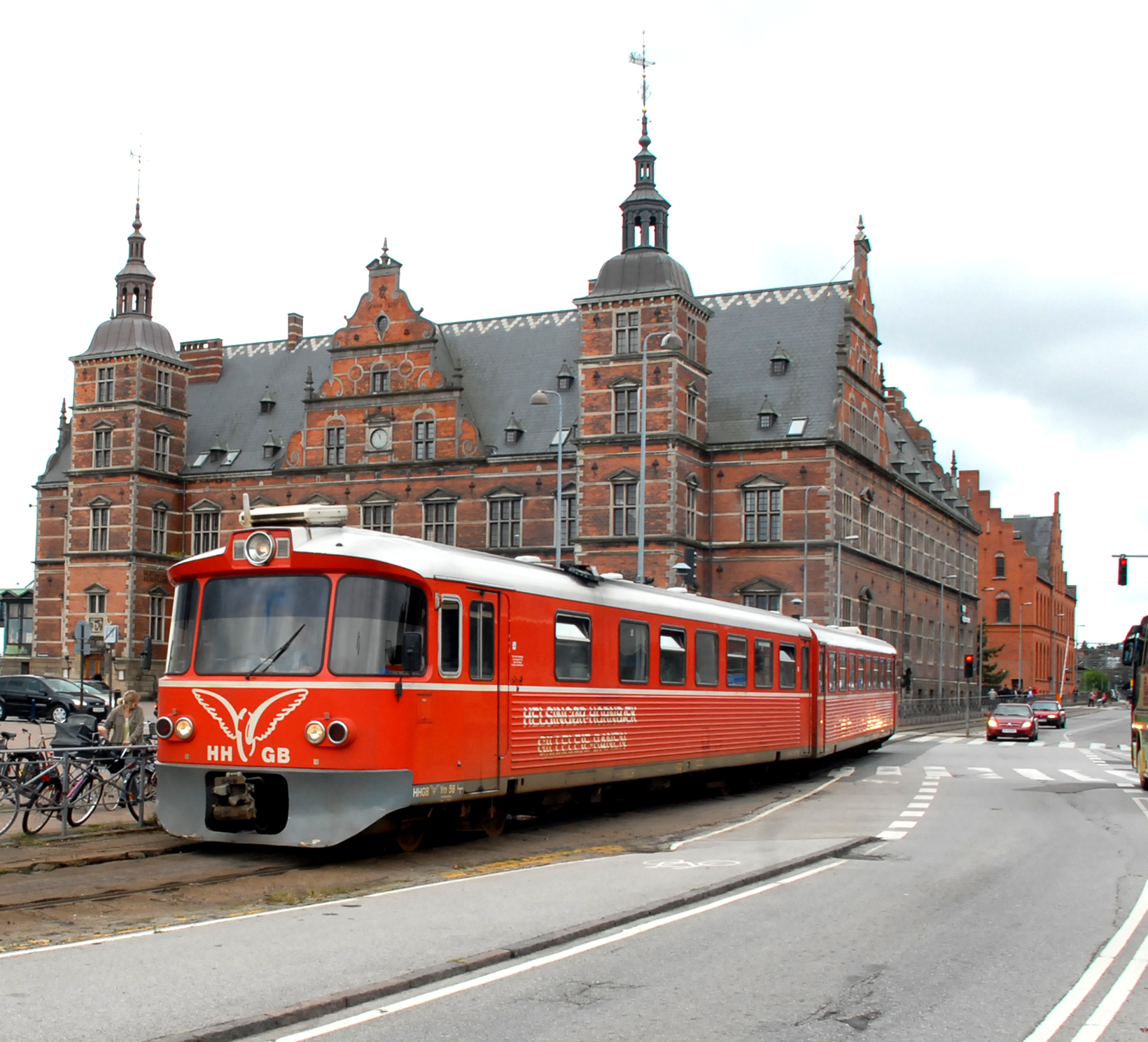
Lynette-treinstel van de HHGB voor het station Helsingør
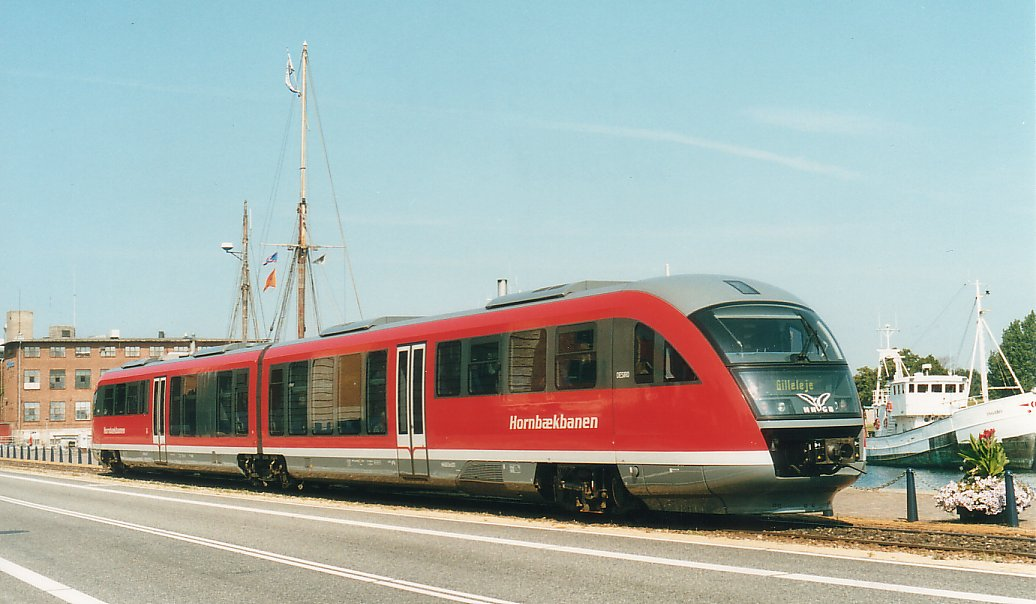
Gehuurde Desiro op de halte Helsingør Havnepladsen tussen Helsingør en Gilleleje